# Cigánd (distrikt)
Cigánd är ett distrikt i Ungern. Det ligger i provinsen Borsod-Abaúj-Zemplén, i den nordöstra delen av landet, 230 km öster om huvudstaden Budapest.